# Mount Gandalf
Der Mount Gandalf ist ein 2391 m hoher Berg mit einer Schartenhöhe von 106 im Südwesten der kanadischen Provinz British Columbia, im Squamish-Lillooet Regional District.

## Geographie
Der Mount Gandalf liegt in der Cadwallader Range im äußersten Nordosten des Birkenhead Lake Provincial Park, 35 km nördlich von Pemberton, 56 km westlich von Lillooet, 2,9 km nördlich des Tolkien Peak und unmittelbar südlich des Mount Aragorn (2435 m), des nächsthöheren Berges. Die Abflüsse der Niederschläge vom Berg fließen in Zuflüsse des Fraser River.

## Geschichte
Die Erstbesteigung wurde am 8. Mai 1972 durch Peter Jordan, Fred Thiessen und Eric White ausgeführt. Diese Seilschaft führte auch die Erstbesteigungen der benachbarten Mount Aragorn und Mount Shadowfax aus. Die Namen Aragorn, Gandalf und Shadowfax (dt. „Schattenfell“) sind den fiktionalen Charakteren in den Romanen The Hobbit und The Lord of the Rings von J. R. R. Tolkien entlehnt, welche 1972 während des Aussitzens stürmischen Wetters durch die Beteiligten gelesen wurden. Der Mount Gandalf wurde jedoch fälschlicherweise auf den Karten als Mount Shadowfax bezeichnet und umgekehrt, anstatt wie ursprünglich 1978 von Karl Ricker vom Alpine Club of Canada vorgeschlagen. Die Namen der Berge wurde wie vorgeschlagen im März 2006 von Scott Nelson korrigiert und vom British Columbia Mountaineering Club bestätigt. Die Korrektur wurde am 4. Dezember 2006 vom Geographical Names Board of Canada offiziell anerkannt.

## Klima
In Bezug auf die Klimaklassifikation nach Köppen und Geiger herrscht am Gipfel des Mount Gandalf ein subarktisches Klima. Die meisten Wetterfronten stammen vom Pazifik und bewegen sich ostwärts auf die Coast Mountains zu, wo sie durch die Berge zum  Aufsteigen (Windstau) gezwungen werden, was wiederum dazu führt, dass die enthaltene Feuchtigkeit in Form von Regen oder Schnee abgegeben wird. Im Ergebnis führt das zu hohen Niederschlägen in den Coast Mountains, insbesondere zu starken Schneefällen im Winter. Die Temperaturen können unter −20 °C fallen, unter Berücksichtigung von Windchill-Einfluss unter −30 °C. Die Monate Juli bis September bieten die besten Wetterbedingungen für einen Aufstieg.

## Kletterrouten
Am Mount Gandalf sind folgende Kletterrouten etabliert:
- über die Südwand - YDS-Klasse 2
- über den Nordgrat - YDS-Klasse 3
- über den Wizard of Choss (Ostwand) - YDS-Klasse 5.7

## Galerie

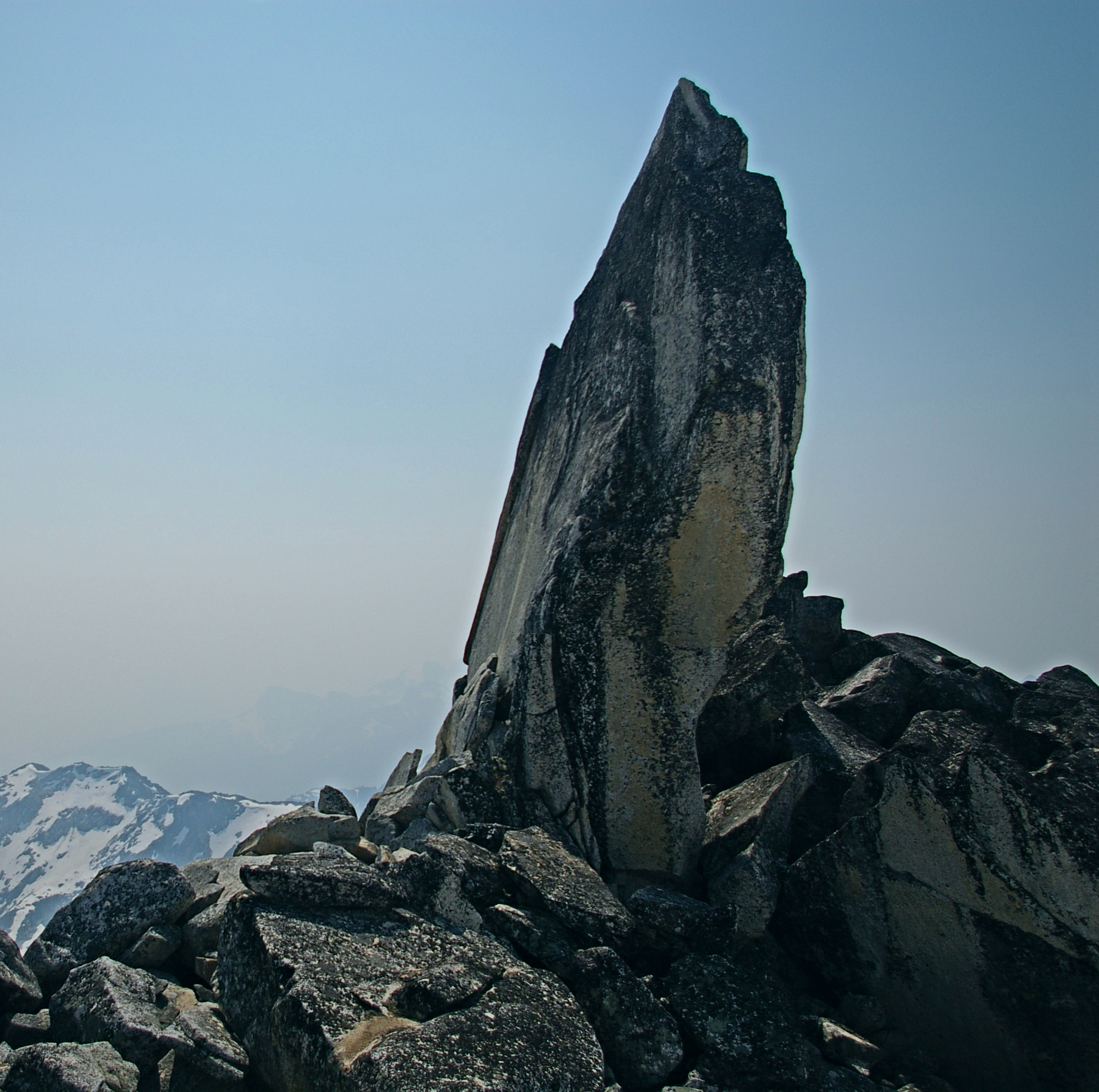
Die Granit-Nadel ist die Spitze des Mount Gandalf
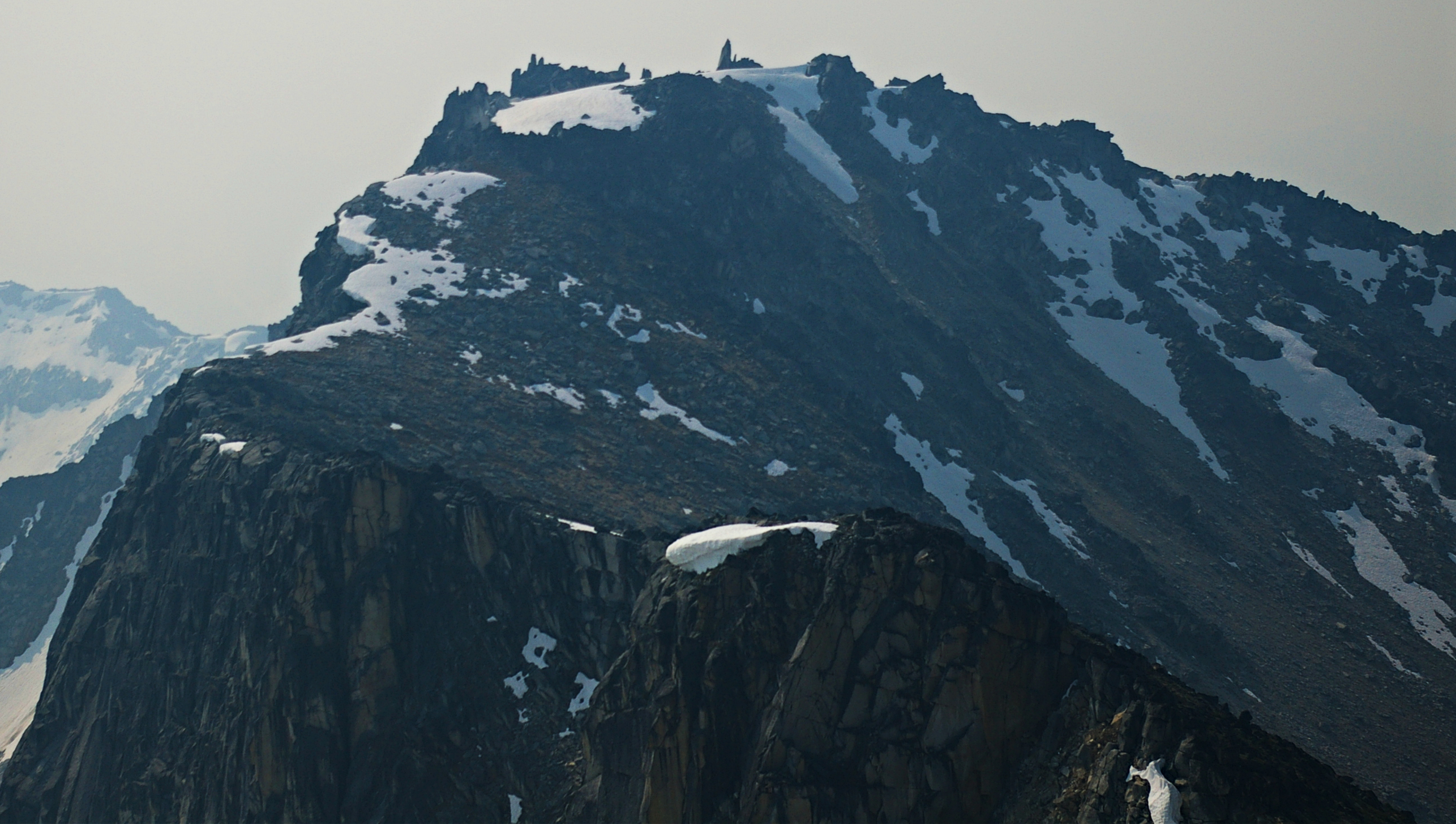
Mount Gandalf, Nordansicht
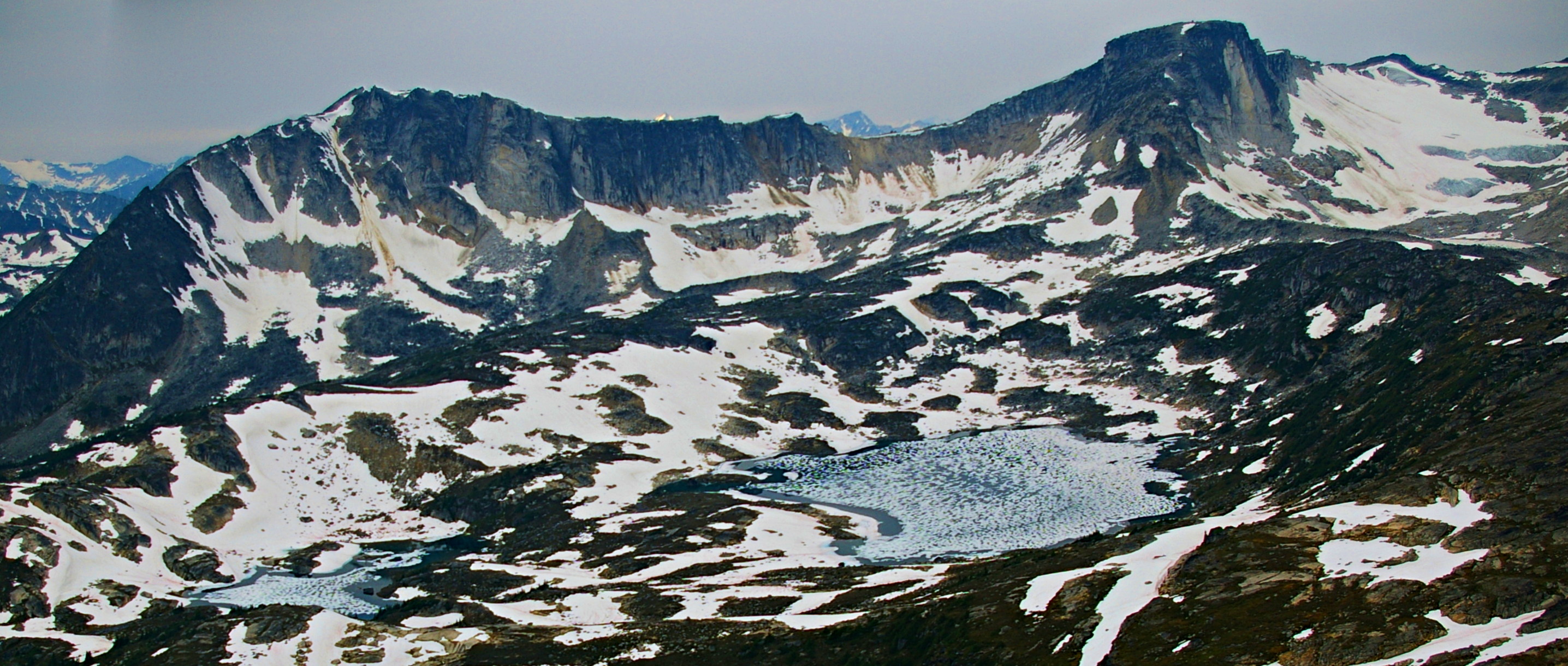
Mt. Gandalf (links) und Mt. Aragorn (rechts) vom Mount Shadowfax aus